# Hans Langsdorff
Hans Wilhelm Langsdorff (Bergen auf Rügen, 20 de março de 1894 – Buenos Aires, 20 de dezembro de 1939), foi um oficial da Marinha de Guerra Alemã, durante a Segunda Guerra Mundial, mais conhecido por seu comando do cruzador pesado Admiral Graf Spee durante a Batalha do Rio da Prata.
Langsdorff nasceu em Bergen, na ilha de Rügen, em 1894, filho mais velho de uma família com tradições jurídicas e religiosas, porém sem tradição naval.
Em 1898 sua família mudou-se para Düsseldorf, seus próximos vizinhos seriam descendentes do Conde (Graf) Maximilian von Spee, que fôra herói naval alemão, em 1914 na Batalha das Ilhas Malvinas.

## Carreira Militar
Influenciado pela história naval de von Spee e por sugestão do pai, acabou ingressando na Academia Naval em 1912. Durante a Primeira Guerra Mundial, já no posto de Tenente, recebeu a Cruz de Ferro 2ª Classe por sua bravura na Batalha da Jutlândia em 1916. Posteriormente foi nomeado para operar em um navio caça-minas. Antes do final da guerra, foi novamente condecorado, desta vez, com a Cruz de Ferro de 1ª Classe.
Em 1923, foi destacado para servir no escritório da Marinha em Dresden, onde conheceu Ruth Hager, com quem se casou em março de 1924. Em outubro de 1925, foi enviado ao Ministério da Defesa em Berlim, servindo como coordenador de cooperação entre a Marinha e o Exército.
Em 1927, Langsdorff foi destacado para  o comando de uma Flotilha Torpedeira, sendo promovido a Tenente-Comandante em abril de 1930.No anos de 1936 e 1937, embarcou no novo Admiral Graf Spee, sob comando do Almirante Bohen, participa da Guerra Civil Espanhola. Cooperação dada pela Alemanha ao ditador espanhol Francisco Franco, que serviu de fundo para treinamentos reais das forças navais e aeréas alemãs.
Em 1 de janeiro de 1937, Langsdorff  é promovido a Capitão, recebendo o comando do Couraçado Admiral Graf Spee, em Outubro de 1938.
Em 21 de agosto de 1939, o Admiral Graf Spee deixou o porto com as ordens de atacar a  navegação comercial no Atlântico Sul, após a declaração oficial de guerra. A estratégia de Adolf Hitler faria com que antes da declaração de guerra o navio pudesse navegar em águas internacionais sem problema. Durante três semanas o navio navegou em oceano aberto a leste do Brasil. Em 20 de Setembro de 1939, o Admiral Graf Spee foi liberado para executar suas ordens.
Durante as dez semanas seguintes, Langsdorff e o Admiral Graf Spee foram extremamente bem sucedidos, parando e afundando nove navios mercantes britânicos, totalizando mais de 50 000 toneladas.

## Batalha do Rio da Prata

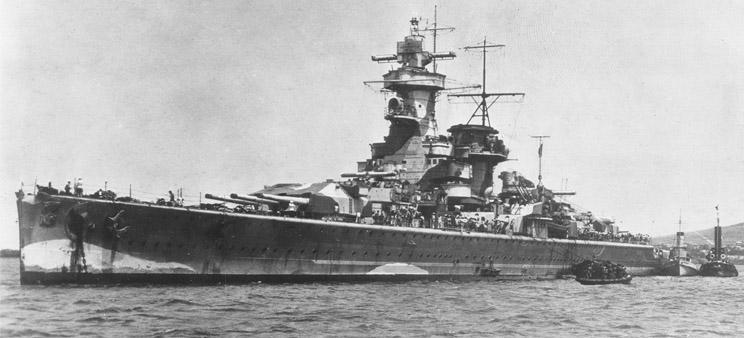
Foto do Admiral Graf Spee antes do combate

No entanto a sorte de Langsdorff pareceu acabar na manhã do dia 13 de dezembro de 1939, quando foi interceptado pelo Cruzador Pesado Britânico HMS Exeter e pelo Cruzadores Leves  HMS Ajax e HMS Aquiles, nas proximidades do estuário do Rio da Prata.
O combate foi feroz. Mesmo o Graf Spee possuindo um armamento superior ao dos seus adversários, estava em desvantagem numérica. Durante o combate, o Exeter foi atingido, reduzindo sua participação na batalha, porém os cruzadores leves, mais rápidos que o Spee, conseguiram lhe infringir pesados danos.
Vendo-se acuado e sem condições de lutar, o navio buscou refúgio no porto de Montevidéu.

## Final
Sem condições de navegar e continuar o combate, o comandante solicitou apoio ao Uruguai, país neutro na guerra e que seguia as leis internacionais. Desta forma, o navio atracou no porto de Montevideu solicitando reparos. O que se seguiu a partir daí foi uma sequência de fatos que até hoje permanece envolta em mistério.
Não conseguindo os reparos necessários, e pressionado pela Política Internacional, o comandante foi obrigado a deixar o porto. Mas a armada inglesa estava a sua espera na saída do estuário do Rio da Prata e, assim que deixasse águas territoriais uruguaias, ele seria novamente atacado. Assim, o Capitão Langsdorff deu ordens de afundar o navio, o que foi feito logo na saída do estuário.
O Capitão, seguido por sua tripulação, dirigiu-se então à Argentina, país com grande concentração de imigrantes alemães, o que aumentava em muito as chances de receberem auxilio. Mas o destino estava traçado e, após enterrar seus mortos e encaminhar os feridos ao hospital, o Capitão se suicidou em 20 de dezembro de 1939 nas primeiras horas da manhã.
Hans Langsdorff foi enterrado na seção alemã do Cemitério de La Chacarita em Buenos Aires, Argentina e foi homenageado por ambos os lados na batalha pela sua conduta em combate e no tratamento dos prisioneiros. Langsdorff formalmente havia aderido à Convenção de Haia e  seu tratamento humano ganhou o respeito dos oficiais e marinheiros dos navios que havia abordado até então.

## Carta
Excelência:
"...Depois de ter lutado muito tempo, tomei a decisão séria de afundar o encouraçado Admiral Graf Spee, a fim de não deixá-lo cair em mãos inimigas. Estou convencido de que, nestas circunstâncias, não tive outra alternativa depois de dirigir meu barco para a "armadilha" de Montevidéu. Na verdade, qualquer tentativa de abrir caminho para o mar foi fadada ao fracasso devido à pouca munição que sobrou. Uma vez esgotadas as munições, só em águas profundas eu poderia afundar o navio para impedir o inimigo de aproveitá-la. Desde o começo aceitei sofrer as conseqüências que envolvem a minha decisão. Para o comandante que tem senso de honra, entende-se que o seu destino não pode ser separada da de seu barco ... não posso mais participar ativamente da luta do meu país agora. Para mim, apenas a responsabilidade do afundamento do encouraçado Admiral Graf Spee. Estou feliz de pagar com minha vida, qualquer crítica que possa ser feita contra a honra da nossa marinha, eu encaro o meu destino em manter intacta a minha fé na causa e no futuro do meu país eo meu Fuhrer. Dirijo esta carta para você na calma da tarde, após ter refletido em silêncio para que você possa informar os meus superiores e, se necessário, negar os rumores públicos..."
Capitão Comandante da Marinha do encouraçado Admiral Graf Spee.